# نيل وينستانلى
نيل وينستانلى (بالإنجليزية: Neil Winstanley)‏ (25 أغسطس 1976 جوهانسبرغ جنوب أفريقيا - ) هو لاعب كرة قدم جنوب أفريقي، يلعب كمدافع، شارك في كأس الأمم الأفريقية 2004.

## روابط خارجية
- نيل وينستانلى على موقع قاعدة بيانات كرة القدم.إي يو (الإنجليزية)
- نيل وينستانلى على موقع ناشيونال فوتبول تيمز (الإنجليزية)